# Что оставит ветер (песня)
«Что оставит ветер» — песня Дениса Майданова, выпущенная 28 октября 2016 года лейблом «Первое музыкальное издательство» в качестве сингла. В 2017 году стала заглавной песней одноимённого альбома артиста.

## О песне
Песня, по словам самого Дениса Майданова, была написана в Крыму, во время посещения им Международного детского центра «Артек».
В 2017 году певец, совместно со своей дочерью Владой и детским музыкальным театром «Домисолька», записал вторую, более медленную и мелодичную версию этой песни. На неё был снят ещё один (в дополнение к официальному) клип — «Что оставит ветер („Артек“ Edition)», в котором приняли участие воспитанники «Артека». Обе версии песни — и оригинальная, и «„Артек“ Edition» вошли в альбом «Что оставит ветер», который вышел в апреле 2017 года.

## Музыкальное видео

### Официальное
Время и Ветер Перемен уносят всё,
И только Мы, наши Чувства и Память
остаются теми заветными мостами
между Прошлым и Будущим…
— Цитата, появляющаяся в начале клипа
Клип на песню «Что оставит ветер» был снят в Крыму на Белой скале. Режиссёром клипа выступил Иван Шерстников. Основным мотивом клипа является открытая дверь, через которую приходят и уходят его герои (включая и исполнителя песни) — символ связи времён и миров.

### «Артек» Edition
Клип на версию «„Артек“ Edition» начал сниматься 16 июня 2017 года, в день рождения «Артека». Основа сюжета клипа — история мальчика и девочки, познакомившихся в «Артеке», а также будни воспитанников лагеря. Клип был создан студией «Артек-медиа», режиссёром выступила Анна Рада, оператором — Вадим Онофриенко. В съемках клипа приняли участие 3,5 тысячи артековцев.

## Награды
В 2017 году Денис Майданов за песню «Что оставит ветер» был удостоен премии «Золотой граммофон». Песня стала официальной прощальной песней Международного детского центра «Артек», за её создание Денис был награждён знаком отличия «Артека» «За заслуги» 1-й степени.

## Чарты

### Недельные
| Чарт (2018)  | Высшая позиция |  |
| ------------ | -------------- |  |
| СНГ (Tophit) | 13             |  |

### Годовые
| Чарт (2017)     | Позиция |
| --------------- | ------- |
| Россия (Tophit) | 29      |
| СНГ (Tophit)    | 57      |